# Palača neodvisnosti (Astana)
Palača neodvisnosti (kazaško Тәуелсіздік Сарайы, Täuelsızdık Saraiy) je palača v Astani v Kazahstanu. Uporablja se za uradne državne funkcije, vključno s forumi, srečanji in konvencijami. 15. decembra 2008 je bila palača uradno odprta za javnost. Gradnja se je nadaljevala še pol leta.

## Opis
Zunanjost palače je iz modrega stekla z mrežo belih cevi. Stavba je oblikovana v obliki trapeza. 
Strukturo Palače neodvisnosti predstavljajo:
- Kongresna dvorana;
- Slavnostna dvorana;
- Tiskovno središče;
- Galerija uporabne umetnosti in etnografije, arheologije in antropologije;
- Galerija sodobne umetnosti;
- Muzej zgodovine Astane;
- Cinema 4D;
- Kino 360 stopinj.
- Digitalna knjižnica;
- Modelna soba;
- Maketa

Stavba je trinadstropna. V pritličju je kongresna dvorana za 3082 oseb, slavnostna dvorana za 268 sedežev, novinarsko središče za 220 sedežev in restavracija za 678 oseb.
V drugem nadstropju je galerija uporabne umetnosti, etnografije, arheologije in antropologije ter galerija sodobne umetnosti.
Kompozicijsko zgrajena arheološka dvorana navdušuje z edinstvenimi eksponati antike, kot so zlati mož, sarmatski bojevnik, konji Berel, kamni s skrivnostnimi vklesanimi napisi. Človeška oblačila, nakit in okrasje konj, številni predmeti skitsko-sakovkega sveta, izdelani v edinstvenem živalskem slogu, so vredni občudovanja.
V tretjem nadstropju je muzej zgodovine mesta Astana. Razstave muzeja prikazujejo celotno zgodovino mesta Astana in vsebujejo različne dokumente, darila prestolnici in dosežke.